# Moto E13
Moto E13 — смартфон початкового рівня від компанії Mototola Mobility, що входить у серію Moto E. Був представлений 24 січня 2023 року  разом з Moto G13 та Moto G23.

## Дизайн
Екран виконаний зі скла. Задня та бокова частини виконані з матового пластику. Також присутній захист від пилу та бризок по стандарту IP52.
Знизу розміщені роз'єм USB-C, динамік та мікрофон. Зверху розташований 3.5 мм аудіороз'єм. З лівого боку розташований слот під 2 SIM-картки і карту пам'яті формату microSD до 1 ТБ. З правого боку розміщені кнопки регулювання гучності та блокування смартфона.
Moto E13 продається в 3 кольорах: Creamy White (білий), Aurora Green (зелений) та Cosmic Black (чорний).

## Технічні характеристики

### Платформа
Смартфон отримав процесор Unisoc T606 та графічний процесор Mali-G57 MP1.

### Акумулятор
Акумуляторна батарея отримала об'єм 5000 мА·год.

### Камери
Пристрій отримав основну камеру 13 Мп, f/2.2 (ширококутний) з фазовим автофокусом і фронтальну камеру 5 Мп, f/2.2 (ширококутний). Обидві камери вміють записувати відео в роздільній здатності 1080p@30fps

### Екран
Екран IPS LCD, 6.5", HD+ (1600 × 720) зі щільністю пікселів 270 ppi, співвідношенням сторін 20:9 та краплеподібним вирізом під фронтальну камеру.

### Пам'ять
Moto E13 продається в комплектаціях 2/64. 4/64 та 8/128 ГБ. В Україні офіційно доступні тільки конфігурації 2/64 та 8/128 ГБ.

### Програмне забезпечення
Смартфон був випущений на були випущені на Android 13 Go Edition.